# Žilinský kraj
Koordinaten: 49° 2′ N, 19° 7′ O
Der Žilinský kraj (Silleiner Landschaftsverband) ist ein Verwaltungsgebiet in der nördlichen Slowakei.

## Okresy
Der Kraj besteht aus folgenden 11 Okresy:
- Bytča
- Čadca
- Dolný Kubín
- Kysucké Nové Mesto
- Liptovský Mikuláš
- Martin
- Námestovo
- Ružomberok
- Turčianske Teplice
- Tvrdošín
- Žilina

## Geographie
Der Kraj hat eine Fläche von 6.809 km² und 686.063 Einwohner (Stand 31. Dezember 2024) und befindet sich in der Nordslowakei. Die gebirgige Landschaft wird von den Westkarpaten und verschiedenen Tälern sowie Talkesseln geprägt, ohne einen Anteil an Tiefländern. Im Nordwesten befinden sich Teile der Weißen Karpaten und des Javorník-Gebirges, die die Grenze zu Mähren bilden. In der Region des Jablunkapasses beim Dreiländereck Slowakei-Tschechien-Polen beginnen die Beskiden (Mährisch-Schlesische Beskiden), die mehrheitlich an der Grenze zu Polen liegen. Auf der slowakischen Seite werden sie als Slovenské Beskydy geführt. In der Gegend von Žilina und seinem Kessel Žilinská kotlina befindet sich die Kleine Fatra, die durch ein Durchbruchstal der Waag geteilt wird. Die traditionelle Landschaft Turz wird von der Turčianska kotlina (Turzbecken) eingenommen. Östlich und nordöstlich davon liegen die Große Fatra sowie ein weiteres Durchbruchstal der Waag. Weitere Gebirge im Ostteil des Krajs sind die Oravská Magura, Chočské vrchy, die Westtatra und die Niedere Tatra; zwischen den letzten zwei genannten liegt in der Landschaft Liptau der große Untertatra-Kessel.
Der bedeutendste Fluss des Krajs ist die Waag, die ihn von Osten nach Westen durchquert. Größere Zuflüsse sind die Orava, Turiec, Kysuca und Rajčanka. Es befinden sich zwei größere Stauseen im Gebiet: der Liptauer Stausee (Liptovská Mara) an der Waag bei Liptovský Mikuláš und der Orava-Stausee bei Tvrdošín. Der höchste Berg ist der Kriváň in der Hohen Tatra (2494 m n.m.); der niedrigste Punkt liegt an der Waag bei Predmier (301 m n.m.).
Vier Nationalparks liegen völlig oder teilweise im Kraj: Malá Fatra (Kleine Fatra), Veľká Fatra (Große Fatra), Nízke Tatry (NAPANT, Niedere Tatra) und der Tatranský národný park (TANAP, Tatra-Nationalpark). Daneben sind drei Gebiete als Landschaftsschutzgebiete geführt: Horná Orava, Kysuce und Strážovské vrchy.
Verwaltungstechnisch grenzt der Kraj an die polnische Woiwodschaft Schlesien und Woiwodschaft Kleinpolen im Norden, Prešovský kraj im Osten, Banskobystrický kraj im Süden, Trenčiansky kraj im Südwesten sowie die tschechischen Zlínský kraj und Moravskoslezský kraj im Nordwesten.

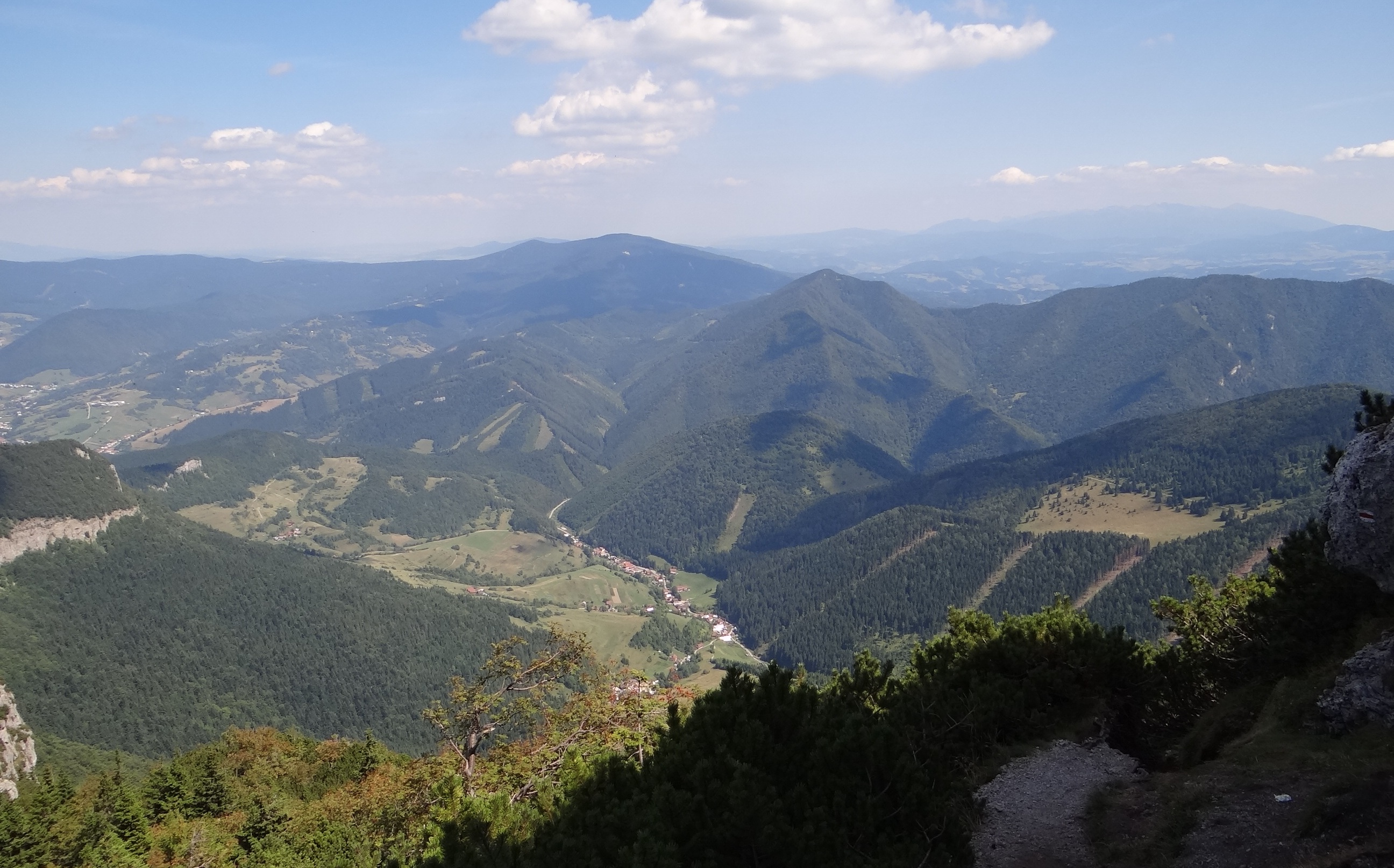
Bergwelt rund um Zázrivá, Okres Dolný Kubín; Oravská Magura vom Berg Veľký Rozsutec in der Kleinen Fatra gesehen
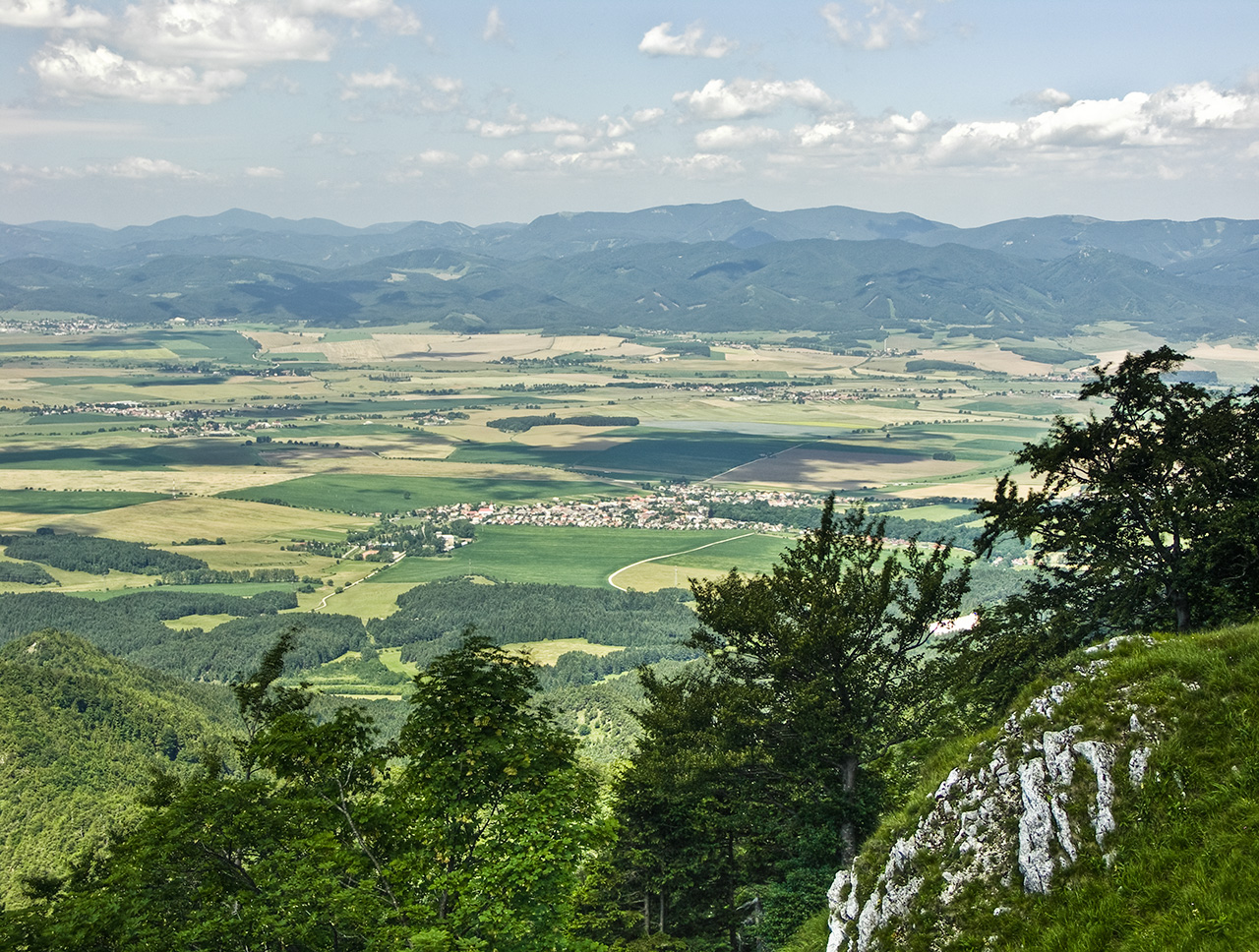
Das Turzbecken vom Berg Drieňok in der Großen Fatra gesehen, im Hintergrund ein Teil des Žiar-Gebirges. Gemeinde Mošovce, Okres Turčianske Teplice
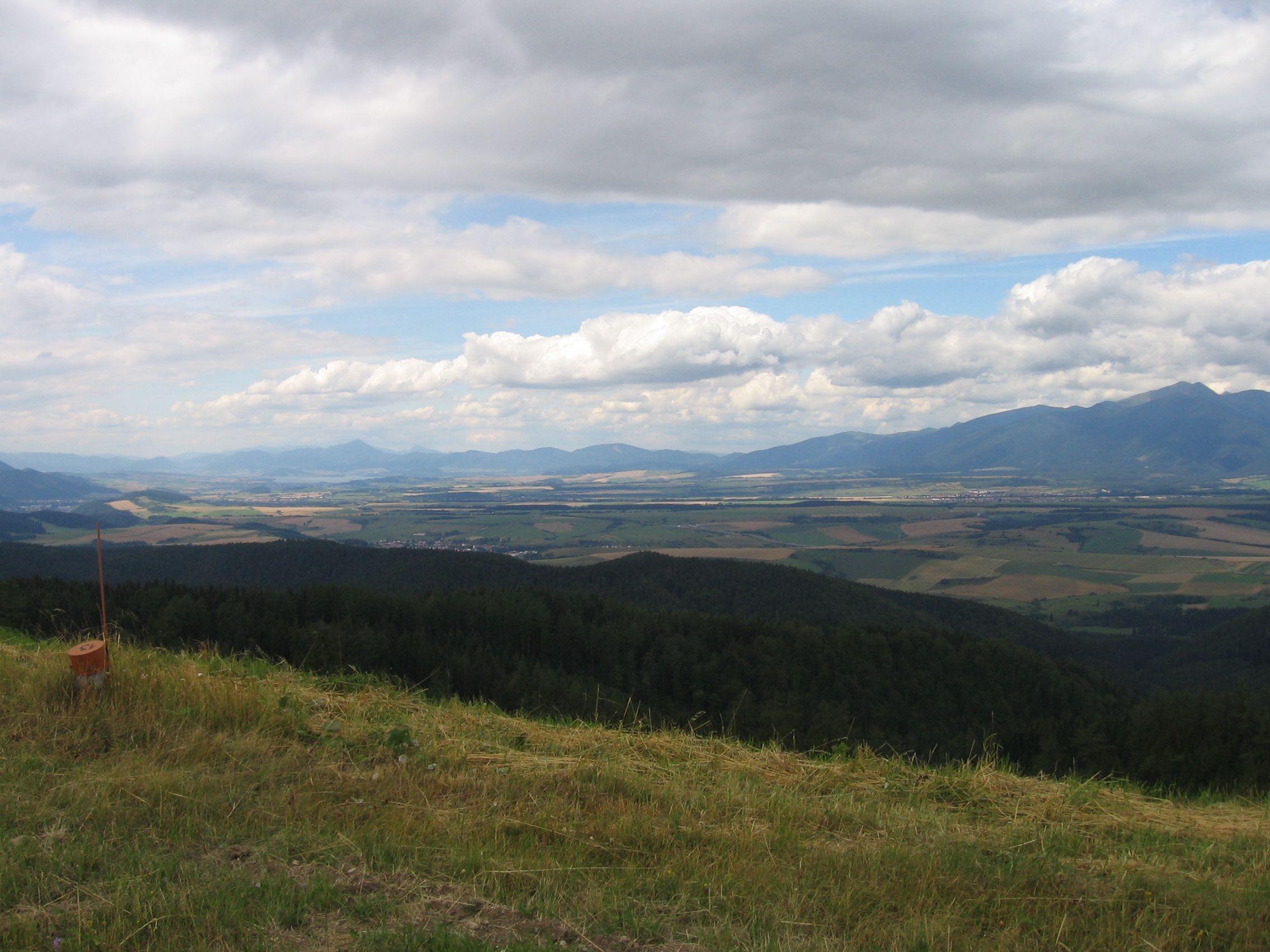
Das Liptauer Becken von der Umgebung des Stausees Čierny Váh gesehen; rechts die Westtatra, im Hintergrund das Chočgebirge, links der Bildmitte im Hintergrund der Liptauer Stausee. Gemeinde Kráľova Lehota, Okres Liptovský Mikuláš

## Historische administrative Einheiten
Im Königreich Ungarn befanden sich hier vier Komitate: das Komitat Trentschin im Westen, Komitat Turz im Südwesten, Komitat Arwa im Norden und Komitat Liptau im Osten. Mit der Ausnahme des ersten Komitats sind die slowakischen Bezeichnungen weiterhin üblich.
Entwicklung nach dem Zerfall von Österreich-Ungarn im Jahr 1918:
- 1918/1919–1922: wie oben, Tschechoslowakei[5]
- 1923–1928: Považská župa (Waager Gespanschaft) und Podtatranská župa (Untertatraer Gespanschaft), Tschechoslowakei
- 1928–1939: Slovenská krajina/zem (Slowakisches Land), Tschechoslowakei
- 1940–1945: Trenčianska župa (Trentschiner Gespanschaft) und Tatranská župa (Tatraer Gespanschaft), Erste Slowakische Republik
- 1945–1948: Slovenská krajina (Slowakisches Land), Tschechoslowakei
- 1949–1960: Žilinský kraj (Silleiner Landschaftsverband) – mit dem heutigen nicht zu verwechseln, Tschechoslowakei
- 1960–1990: Stredoslovenský kraj (Mittelslowakischer Landschaftsverband), Tschechoslowakei
- seit 1996: heutiger Žilinský kraj

## Bevölkerung
| Jahr                | 1994    | 2004    | 2014    | 2024    |
| ------------------- | ------- | ------- | ------- | ------- |
| Anzahl der Personen | 682.983 | 694.129 | 690.449 | 686.063 |
| Unterschied         |         | +1,63 % | −0,53 % | −0,63 % |

| Jahr                | 2023    | 2024    |
| ------------------- | ------- | ------- |
| Anzahl der Personen | 687.174 | 686.063 |
| Unterschied         |         | −0,16 % |

Die Bevölkerungsdichte liegt bei 101/km², etwas niedriger als der slowakische Durchschnitt (110/km²). Hauptstadt ist Žilina (Sillein), andere wichtige Städte sind Martin, Ružomberok (Rosenberg) und Liptovský Mikuláš (Liptau-Sankt Nikolaus). Insgesamt besteht der Landschaftsverband aus 315 Gemeinden, davon 19 Städten.
Nach der Volkszählung 2011 wohnten im Žilinský kraj genau 688.851 Einwohner. Der größte Teil entfiel auf die Slowaken (641.602 Einw., 93,1 %), gefolgt von Tschechen (4.195 Einw., 0,6 %), Roma (2.264 Einw., 0,3 %), Polen (562 Einw., 0,1 %) und Magyaren (553 Einw., 0,1 %). Andere Ethnien machen zusammen 0,4 % (2.501 Einw.) der Bevölkerung aus, während 37.134 Einwohner (5,4 %) keine Angabe zur Ethnie machten.
Konfessionell ist die römisch-katholische Kirche mit 483.008 Einwohnern (70,1 %) die am meisten verbreitete Konfession, gefolgt von der Evangelischen Kirche A. B. (61.537 Einw., 8,9 %) und griechisch-katholischen Kirche (2.016 Einw., 0,3 %). Des Weiteren bekannten sich die Einwohner zur evangelisch-methodistischen Kirche (1.213 Einw., 0,2 %), zu den Zeugen Jehovas (1.113 Einw., 0,2 %), zur orthodoxen Kirche (785 Einwohner, 0,1 %) und zur Pfingstbewegung (683 Einw., 0,1 %); insgesamt 4.505 Einwohner (0,7 %) bekannten sich zu einer anderen Konfession. 75.483 Einwohner (11 %) waren konfessionslos und bei 58.508 Einwohnern (9,6 %) wurde keine Konfession ermittelt.